# نادي تشينزول تيميشوارا
نادي تشينزول تيميشوارا (بالمجرية:Kinizsi Temesvár) نادي كرة قدم روماني . تم تأسيس النادي في سنة 1910 وتم حله في سنة 1946 .